# Guano Apes
Guano Apes egy német alternatív rock együttes Göttingenből.

## Történet

### A kezdetektől az első sikerekig
A zenekar története 1994-ben Göttingenben kezdődött, amikor Henning Rümenapp, Stefan Ude, és Dennis Poschwatta megalapította közös együttesét. Később aztán Dennis egyik haverja bemutatta nekik Sandrát, aki végül csatlakozott a csapathoz.
A kiugrási lehetőségre 1996-ban került sor, amikor megnyerték a VIVA és a Radio ffn által szervezett "Local Hero" tehetségkutató versenyt. A díj egy videóklip elkészítésének a lehetősége volt, valamint egy kis kiadóval kötendő lemezszerződés. A tehetségkutatón is elhangzó, majd hamarosan a zenekar első kislemezeként megjelenő Open Your Eyes című dal  hamar fel is került a német toplistákra. Sőt, a kislemez 30 hétig tartotta magát a Top100-as listán.
A siker következtében a Guano Apes leszerződött a Gun Records lemezkiadóval, melynek nyomán 1997-ben kiadták a Proud Like A God című első nagylemezüket. A lemez támogatására újra megjelentették első kislemezüket, mely ismételten felkerült a német slágerlistákra. A végleges áttörést az együttesnek az 1998-as ausztriai Snowboard Világbajnokság hivatalos számává váló Lords of the Boards című dal hozta meg. Mindkét kislemez 1999-re arany-lemezzé vált, míg az első nagylemez platina-státuszt ért el Németországban. Mindemellett a Lords of the Boards videója 1999-ben megkapta a legjobb zenei videó ECHO-díját.
A zenekar stílusát az első perctől kezdve a kompromisszumok nélküli, kemény gitár-riffekre alapozott, az alternatív rock mellett a punk vagy a rap stíluselemeit is magán hordozó önkifejező előadásmód jellemezte. A korabeli férfiak dominálta rock-bizniszben ugyanakkor kifejezetten üdítően hatott, hogy egy karizmatikus nő, Sandra Nasic állt a mikrofonállvány mögött.

### Zenei útkeresés és feloszlás
Az első sikerek nyomán folyamatosan koncertező zenekar többször is eljutott Magyarországra, felléptek mind a Sziget Fesztiválon, mind a Petőfi Csarnokban. Mindemellett hozzáláttak második nagylemezük munkálatainak is, melynek beharangozásaként látott napvilágot a Big in Japan című maxi, mely az Alphaville egykori slágerének feldolgozását tartalmazta. Ennek sikere ellenére a Don't Give Me Names nevet viselő második album már nem tudta az első lemez közönségsikerét megismételni, Németországban is mindössze aranylemez státuszt ért el. A szakma ugyanakkor ismételten díjazta a zenekart, a lemez alapján ugyanis nemcsak az MTV Video Music Awards-on aratott győzelmet, de megkapta a 2001. évi legjobb német rock-csapat ECHO-díját is. Miközben a zenekar folyamatosan koncertezett, 2002-ben promóciós tevékenységük, lemezeik külalakja és honlapjuk is elismerést nyert, ugyanis a német ECHO-díjátadón ők vehették át a legjobb internetes jelenlét díját.
Külön érdekességet jelentett 2001-ben az énekesnő, Sandra Nasic közreműködése a finn csellósok, az Apocalyptica egyik kislemezén, mely ismét komoly sikert hozott.
Nemcsak az énekesnő kereste az új utakat, de a második nagylemez is igyekezett új irányba nyitni a zenekar stílusát. Ez a próbálkozás különösen érződött a 2003-ban megjelent a harmadik nagylemezen. A Walking On A Thin Line címet viselő album az eddigi crossover hatások mellett a hagyományos rock elemeit helyezte előtérbe, egyre dominánsabbá vált a karizmatikus énekesnő Sandra Nasic extravagáns hangja (pl. You Can't Stop Me), sőt a zenekar egy valódi balladával is megajándékozta rajongóit a Quietly című szám esetében.
Ugyanakkor még ebben az évben bejelentették, hogy a zenekar életében pihenésre lenne szükség, amelyre egy koncertfelvételeket tartalmazó válogatáslemez kiadásával (Live) vonultak. 2004-ben még egy-két kisebb fesztiválon vállaltak ugyan fellépést, de erejükből már csak egy három új dalt tartalmazó maxi (Break the Line) és a legnagyobb slágereiknek tekinthető számokat tartalmazó válogatáslemez kiadására tellett (Planet of the Apes).
Az utolsó koncertturné 7 állomása németországi helyszínekkel 2005 februárjában zajlott le, majd a négy zenekartag saját utakra lépett. Hattyúdalként megjelentették az 1994-95-ös évek demofelvételeit tartalmazó Lost (T)apes című kiadványt. A feloszlás okait utólag a dobos, Dennis Poschwatta elsősorban az énekesnő, Sandra zenéhez való viszonyának megváltozásában, a mindent irányítani szándékozó hozzáállásában és a bevételek eloszlása körüli vitákban látta.

## Élet a Guano Apes után
A feloszlás után a korábbi válogatáslemezt és a demokiadványokat tartalmazó lemezt 2006 decemberében egy gyűjteményalbumban ismételten megjelentették The Best and the Lost (T)apes címen.
Dennis új zenekart hozott létre Tamoto néven, melynek első lemezén Stefan is közreműködött. Majd a Guano Apes három férfi tagja Charles Simmons énekessel az iO nevű formációban élte ki művészi ambícióit, első lemezük For The Masses címen 2008-ban jelent meg. Természetesen Sandra Nasic is első szóló albumán dolgozott, ennek első kislemeze Fever címen 2007 tavaszán látott napvilágot, majd még az év szeptemberében a nagylemez is elérhetővé vált Signal néven.

## Újjáalakulás
2009 februárjában a Nova Rock elnevezésű osztrák fesztivál honlapján jelent meg először a hír, hogy az együttes fel fog lépni a miklóshalmai fesztiválon. Ezt követően az együttes hivatalos honlapján sorra jelentek meg az európai fesztiválfellépések időpontjai, melyek közül kiemelkedett a német Rock am Ring- és a Rock im Park-szereplés.
A kvartett visszatérőlemeze 2011 áprilisában jelent meg Bel Air címmel, és elsősorban a német nyelvterületen könyvelhetett el komoly sikereket, Németországban megjelenése hetében az első helyre katapultált és hat hétig tartotta magát a slágerlistán. Az új album fogadtatása vegyes volt, a rajongókat is megosztotta a letisztult, kevesebb "crossover" elemmel tarkított, annál több szintetizátort és soft rock stílusjegyet, rádióbarát és "robbanásmentes" érzéseket felvonultató album.
Az újjáalakul együttes az új lemezzel nemcsak az európai fesztiválokat célozta meg 2011-ben, de komoly megtiszteltetést jelentett számukra, hogy meghívást kaptak a legendás Montreux-i Jazz Fesztiválra, majd ősszel saját, Magyarországot is érintő turnéra indulnak.

## Tagok
- Sandra Nasić - ének
- Henning Rümenapp - gitár
- Stefan Ude - basszus
- Dennis Poschwatta - dob

## Diszkográfia

### Albumok
- Proud Like a God (1997)
- Don't Give Me Names (2000)
- Walking on a Thin Line (2003)
- Guano Apes - Live (2003)
- Planet of the Apes (2004)
- Lost (T)apes (2006)
- Bel Air (2011)
- Offline (2014)

### Kislemezek
- Open Your Eyes (1997)
- Rain (1998)
- Lords of the Boards (1998)
- Don't You Turn Your Back on Me (1999)
- Big in Japan (2000)
- No Speech (2000)
- Living in a Lie (2000)
- Dödel Up (2001)
- Kumba Yo! (Guano Babes-ként Michael Mittermeier közreműködésével) (2001)
- You Can't Stop Me (2003)
- Pretty in Scarlet (2003)
- Quietly (2003)
- Break the Line (2004)
- Oh What a Night (2011)
- Sunday Lover (2011)
- This Time (2011)
- When the Ships Arrive (2012)
- Close to the Sun (2014)

### Egyéb kiadványok
- Guano T-Apes (VHS) (1998)
- Don't Give Me Names (VHS & DVD) (2000)
- Live (DVD) (2003)
- Guano Apes Single Collection (2003)
- Planet Of The Apes / The Documentary (DVD)(2005)
- Guano Apes – Live @ Rockpalast (2012)